# 오레가노
오레가노(영어: oregano)는 꿀풀과 오레가노속에 속하는 여러해살이풀이다. 학명은 칼 폰 린네가 이름 붙인 Origanum vulgare이다.

## 개요
다년생이지만, 겨울 기간 여러 달 동안은 생존하지 못하는 경우도 있다. 20인치까지 성장한다. 덥고 상대적으로 건조한 기후를 선호하지만 다른 환경에서도 잘 자란다. 오레가노는 오레가노 꿀의 밀원식물이며 허브식물로 이것만의 독특한 향을 지닌 약초이다. 오레가노는 antiinflammatory(소염효과), antibacterial(항균성효과), antifungal(항진균성/항균효과), antiviral(항바이러스효과)및 비타민C,E등의 노화방지에 효과가 있는 antioxidant(항산화물질)등의 특성을 갖고 있다.

## 아종
저명한 아종은 다음과 같다:
- Origanum vulgare subsp. gracile (= O. tyttanthum)
- Origanum vulgare subsp. hirtum (Italian oregano, Greek oregano)

## 재배종
- Aureum
- Greek Kaliteri
- Hot & Spicy
- Nana

## 쓰임새
- 오레가노 벌꿀 : 오레가노 허브약초[6]로부터 꿀벌들이 채밀한 벌꿀이다. 효능 및 특징적 성분은 오레가노 허브약초와 동일하게 본다.

이탈리아 요리에 많이 쓰이는 오레가노는 토마토를 넣어 만드는 파스타나 피자, 리소토에 주로 쓰여 우리에게 매우 익숙한 향의 허브다. 토마토와 맛이 잘 어우러져 토마토케첩이나 오이스터 소스를 만드는 데도 빠지지 않으며 향이 금방 날아가거나 사라지지 않아 수프나 소스처럼 오래 끓여야 하는 음식에도 적격이다.

## 같이 보기
- 좀리피아(도미니카오레가노)
- 향리피아(멕시코오레가노)